# Hushan (sockenhuvudort i Kina, Jiangxi Sheng, lat 25,07, long 115,11)
Hushan är en sockenhuvudort i Kina. Den ligger i provinsen Jiangxi, i den sydöstra delen av landet, omkring 410 kilometer söder om provinshuvudstaden Nanchang. Antalet invånare är 15 066. Befolkningen består av 7 527 kvinnor och 7 539 män. Barn under 15 år utgör 22,0 %, vuxna 15-64 år 69 %, och äldre över 65 år 8,0 %.
Runt Hushan är det ganska tätbefolkat, med 139 invånare per kvadratkilometer. Närmaste större samhälle är Anxi, 15,4 km norr om Hushan. I omgivningarna runt Hushan växer i huvudsak blandskog.
Genomsnittlig årsnederbörd är 1 895 millimeter. Den regnigaste månaden är maj, med i genomsnitt 339 mm nederbörd, och den torraste är oktober, med 17 mm nederbörd.